# Melchior Schoenmakers
Melchior Schoenmakers (Leiderdorp, 22 oktober 1975) is een Nederlands oud-voetballer.
Hij begon bij de pupillen van SV Omhoog in Wierden en maakte zijn debuut in het profvoetbal bij sc Heerenveen. Daar speelde hij twee seizoenen. In deze periode kwam hij uit voor de UEFA-jeugd, de voorloper van het huidige Nederlands Elftal onder 19.
In 1996 stapte Schoenmakers over naar FC Groningen, waar hij acht seizoenen zou spelen. Hij maakte de promotie naar de Eredivisie mee en werd een vaste kracht in de verdediging. Overigens had hij in 2000 al een contract getekend bij FC Den Bosch. Deze ploeg degradeerde echter en Groningen promoveerde, zodat Den Bosch uiteindelijk van de transfer af moest zien en Schoenmakers in het Oosterparkstadion bleef.
Hij kreeg in 2003 te maken met blessures en werd een jaar later getransfereerd naar BV Veendam. Daar bleef hij één seizoen. Na een jaar bij FC Emmen vertrok hij in 2006 naar Go Ahead Eagles. Tot aan het begin van het seizoen 2006/2007 speelde hij 269 wedstrijden, waarin hij dertienmaal scoorde. In 2008 sloot hij zijn carrière af bij de amateurs van WHC Wezep.

## Clubstatistieken
| Seizoen | Club            | Duels | Goals | Competitie     |
| ------- | --------------- | ----- | ----- | -------------- |
| 1994/95 | sc Heerenveen   | 14    | 0     | Eredivisie     |
| 1995/96 | sc Heerenveen   | 16    | 0     | Eredivisie     |
| 1996/97 | sc Heerenveen   | 0     | 0     | Eredivisie     |
| 1996/97 | FC Groningen    | 12    | 0     | Eredivisie     |
| 1997/98 | FC Groningen    | 18    | 2     | Eredivisie     |
| 1998/99 | FC Groningen    | 26    | 1     | Eerste Divisie |
| 1999/00 | FC Groningen    | 28    | 5     | Eerste Divisie |
| 2000/01 | FC Den Bosch    | 0     | 0     | Eerste Divisie |
| 2000/01 | FC Groningen    | 15    | 0     | Eredivisie     |
| 2001/02 | FC Groningen    | 28    | 1     | Eredivisie     |
| 2002/03 | FC Groningen    | 9     | 1     | Eredivisie     |
| 2003/04 | FC Groningen    | 18    | 0     | Eredivisie     |
| 2004/05 | BV Veendam      | 24    | 1     | Eerste Divisie |
| 2005/06 | FC Emmen        | 32    | 2     | Eerste Divisie |
| 2006/07 | Go Ahead Eagles | 33    | 3     | Eerste Divisie |
| 2007/08 | Go Ahead Eagles | 7     | 0     | Eerste Divisie |
| Totaal  | Totaal          | 280   | 16    |                |